# Табибон
Табибон (тадж. Табибон; до 2008 года — Медик) — село в районе Рудаки Республики Таджикистан. Входит в состав джамоата (сельской общины) Чоргултеппа.
Находится на расстоянии 2 км от районного центра (пгт. Сомониён).
Население — 1119 чел. (2017).